# Daniel Köllerer
Daniel Köllerer (* 17. srpna 1983, Wels, Rakousko) je rakouský profesionální tenista. Ve své dosavadní kariéře nevyhrál na okruhu ATP World Tour žádný turnaj. Na turnajích typu Challenger zaznamenal 12 finálových vítězství (6x zvítězil ve dvouhře a 6x ve čtyřhře). Jeho nejvyšším umístěním na žebříčku ATP ve dvouhře bylo 55. místo (19. říjen 2009) a ve čtyřhře 87. místo (9. březen 2009).

## Finálové účasti na turnajích ATP World Tour (0)
Žádné.

## Tituly na turnajích ATP Challenger Tour (12)

### Dvouhra (6)
| Č. | Datum             | Turnaj    | Povrch | Soupeř ve finále    | Výsledek      |
| 1. | 9. srpen, 2003    | Samarkand | antuka | Andrej Stoljarov    | 6-2, 6-3      |
| 2. | 4. září, 2005     | Kyjev     | antuka | Lukáš Dlouhý        | 6-0, 3-6, 7-5 |
| 3. | 8. červen, 2008   | Fürth     | antuka | Santiago Giraldo    | 6-1, 6-3      |
| 4. | 2. listopad, 2008 | Cali      | antuka | Paul Capdeville     | 6-4, 6-3      |
| 5. | 26. duben, 2009   | Řím       | antuka | Andreas Vinciguerra | 6-3, 6-3      |
| 6. | 23. srpen, 2009   | Trani     | antuka | Filippo Volandri    | 6-3, 7-5      |

### Čtyřhra (6)
| Č. | Datum             | Turnaj            | Povrch | Partner         | Soupeř ve finále                   | Výsledek          |
| 1. | 21. září, 2003    | Teherán           | antuka | Phillip Müllner | Ivo Klec Josef Neštický            | bez boje          |
| 2. | 30. říjen, 2005   | Santiago de Chile | antuka | Oliver Marach   | Lucas Arnold Ker Giovanni Lapentti | 6-4, 6-3          |
| 3. | 1. červen, 2008   | Karlsruhe         | antuka | Frank Moser     | Woong-sun Jun Joseph Sirianni      | 6-2, 7-5          |
| 4. | 24. srpen, 2008   | Ženeva            | antuka | Frank Moser     | Rameez Junaid Philipp Marx         | 7-6(5), 3-6, 10-8 |
| 5. | 5. říjen, 2008    | Tarragona         | antuka | Dušan Karol     | Marc Fornell-Mestres Marc López    | 6-2, 6-2          |
| 6. | 2. listopad, 2008 | Cali              | antuka | Boris Pašanski  | Diego Junqueira Peter Luczak       | 6-7(4), 6-4, 10-4 |

## Davisův pohár
Daniel Köllerer se zúčastnil jednoho zápasu v Davisově poháru  za tým Rakouska s bilancí 0-2 ve dvouhře.

## Postavení na žebříčku ATP na konci sezóny

### Dvouhra
| Rok    | 2000  | 2001 | 2002   | 2003   | 2004   | 2005   | 2006   | 2007   | 2008   | 2009  |
| Pořadí | 1126. | ▼x   | ▲ 649. | ▲ 186. | ▼ 202. | ▲ 157. | ▼ 209. | ▲ 165. | ▲ 123. | ▲ 71. |

### Čtyřhra
| Rok    | 2000  | 2001 | 2002    | 2003   | 2004   | 2005   | 2006   | 2007   | 2008  | 2009   |
| Pořadí | 1474. | ▼x   | ▲ 1300. | ▲ 369. | ▼ 550. | ▲ 230. | ▼ 409. | ▼ 796. | ▲ 97. | ▼ 288. |